# Gümüşalan, Erbaa
Gümüşalan là một xã thuộc huyện Erbaa, tỉnh Tokat, Thổ Nhĩ Kỳ. Dân số thời điểm năm 2011 là 382 người.